# 聖尼古拉斯教堂 (奇西克)

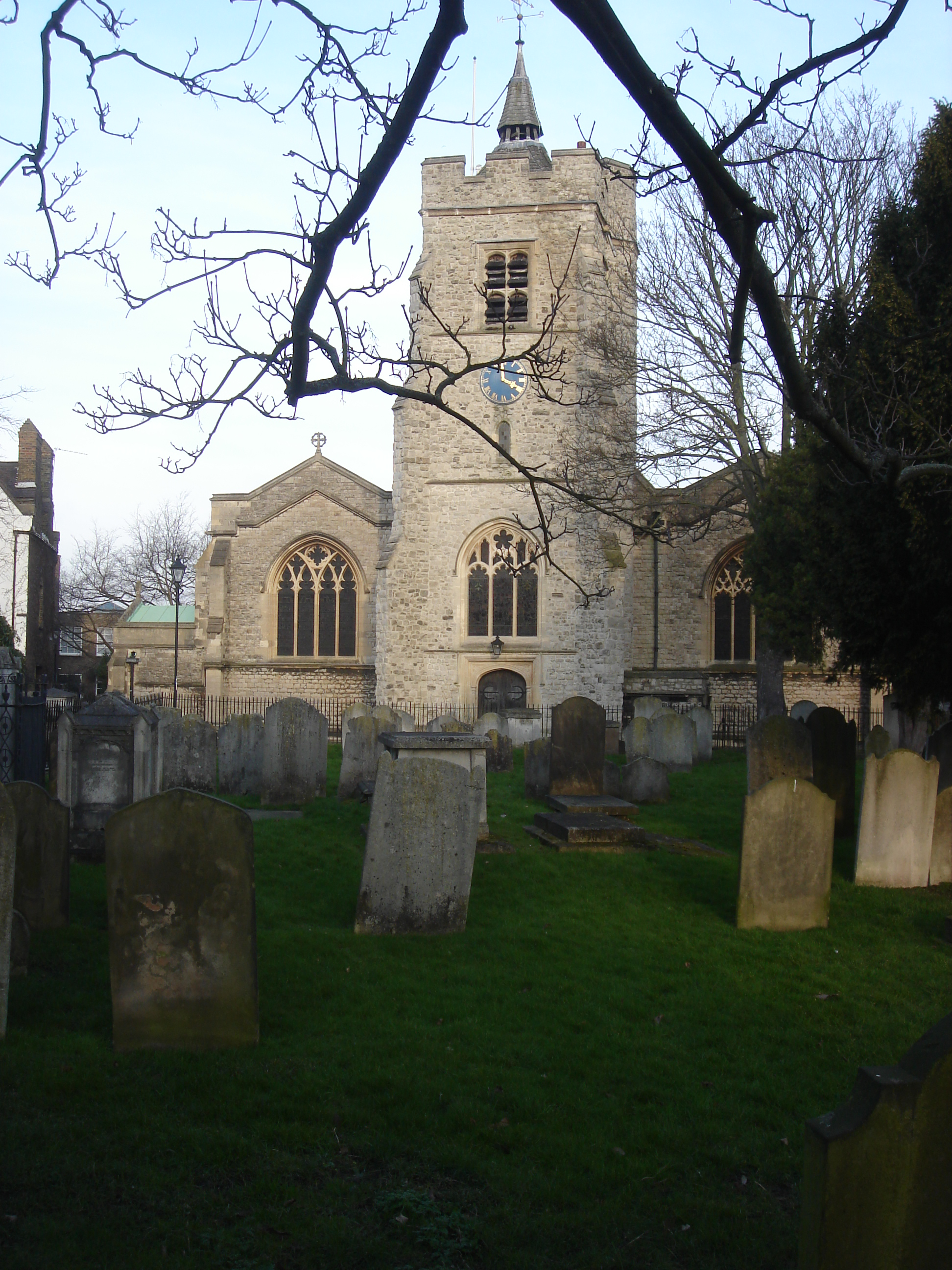
聖尼古拉斯教堂

聖尼古拉斯教堂（St Nicholas Church）是英國倫敦奇西克地區的一座教堂，靠近泰晤士河。這座教堂是II*級登錄建築。奇西克地區最早圍繞這座教堂興建。教堂的塔樓修建於1416年至1435年期間。現在的教堂修建於1882年至1884年。

## 外部連結
- Chiswick History, by Gillian Clegg